# Alte Peterskirche Grünstadt
Die alte Peterskirche war eine der beiden ursprünglichen Kirchen der Stadt Grünstadt, Landkreis Bad Dürkheim, Rheinland-Pfalz. Es gibt keine baulichen Überreste mehr; an sie erinnert jedoch der örtliche „Peterspark“ (alter Friedhof), in dem sie einst stand.

## Geschichte
Grünstadt entstand aus zwei Hauptsiedlungen, die zusammenwuchsen. Eine im Süden des heutigen Stadtkerns, um die noch existierende Martinskirche herum, welche dem Kloster Glandern gehörte und eine andere im Norden, mit der alten Peterskirche, als Eigentum der Abtei Weißenburg. Beide Kirchen unterstanden dem Bistum Worms.
Die Südsiedlung um St. Martin wurde – ohne einen Kirchenbau zu nennen – am 21. November 875 erstmals urkundlich erwähnt, als König Ludwig der Deutsche der Abtei Glandern bei Metz dieses Hofgut zurückerstattete.
Etwa zeitgleich, um 900, ist auch die nördliche Siedlung des Klosters  Weißenburg, in dessen Güterverzeichnis aufgeführt und sogar eingehend beschrieben. Es handelte sich demnach um die Kirche St. Peter, einen Pfarrhof (der auf die Bedeutung des Ortes hinweist), einen Herrenhof mit großem Wirtschaftsgebäude und 14 Bauernhöfe. Die Infrastruktur dieses Besitzstandes lässt auf ein hohes Alter schließen.  In diesem Bereich entdeckte römische,  merowingische und fränkische Gräber belegen eine frühe Besiedlung  und die kontinuierliche Nutzung des Umfelds der späteren Kirche als Begräbnisstätte. Den Friedhof nutzte man bis 1874, ließ ihn dann auf und wandelte ihn in den heutigen Peterspark um.
Die Peterskirche wurde durch die kath. Kirchengemeinde 1818 veräußert und 1819 abgerissen, da seit Anfang des 18. Jahrhunderts eine neuere und größere katholische Kirche im Süden der Stadt existierte, die jetzt noch bestehende Kapuzinerkirche. Auf sie übertrug man das historische Peterspatrozinium der alten Kirche bei deren Abriss. Es ist die heutige katholische Pfarrkirche St. Peter. Der Kirchenpatron St. Petrus dürfte vom Kloster Weißenburg her rühren, da dessen Abteikirche ebenfalls diesem Apostel geweiht war. Ähnliches gilt für die Grünstadter Martinskirche, die ihr Patrozinium offenbar von der gleichnamigen Abteikirche des Klosters Glandern erhalten hat.
Von der alten Peterskirche weiß man, dass es sich um eine Wehrkirche handelte, die nach Osten mit einer Wehrmauer befestigt war, welche in alten Güterbeschreibungen „Heilige Mauer“ oder „Heiligenmauer“ heißt, entweder da sie den heiligen Bezirk begrenzte oder da sie einen  Bildstock aufwies. Die Peterskirche lag im nördlichen Teil des Petersparks, links vom Hauptweg, direkt neben der Asselheimer Straße. Dort ist das Parkgelände heute noch leicht erhöht und fällt nach Osten, zum heutigen Spielplatz hin, stark ab. Hier stand bis 2015 noch ein bedeutender Teil der uralten Wehrmauer (oder „Heiligen Mauer“) mit Schießscharten und Resten der Sandsteinbekrönung. Leider wurde er seither durch die Stadtverwaltung abgerissen und eingeebnet.
Das genaue Aussehen der alten Peterskirche kennt man nicht. Es existiert jedoch eine ungenaue Darstellung auf einer stilisierten Ansicht  Grünstadts vor der Zerstörung von 1689. Sie befindet sich in Privatbesitz und war eingemauert im Innenbereich des Anwesens Neugasse 46. Darauf ist neben der Martinskirche (mit gotischem Spitzhelm) auch die kleinere Peterskirche mit einem zinnenbekrönten Turm, hinter der Befestigungsmauer zu sehen. Demnach dürfte sie der noch vorhandenen Brigittenkirche in Rodenbach oder der Martinskirche in Kleinbockenheim geähnelt haben.
Das Wormser Synodale von 1496 beschreibt sie als Pfarrkirche mit 4 Altären, wovon der Hauptaltar und ein Nebenaltar St. Maria, 2 Seitenaltäre St. Katharina von Alexandrien und St. Nikolaus geweiht waren. In jenem Jahr übten die Herren von Reipoltzkirchen und Friedrich Blick von Lichtenberg das Kirchenpatronat abwechselnd aus und hatten die Baulast zu tragen.  1562 führten die lutherisch gewordenen Grafen von Leiningen in Grünstadt die Reformation ein und erlangten zudem 1565, durch Tauschvertrag, auch das Kirchenpatronat der Peterskirche; diese wurde lutherische Kirche. Graf Philipp Ludwig, der 1671 zur katholischen Kirche konvertiert hatte, räumte den Katholiken zunächst das Mitbenutzungsrecht ein. Als es fortdauernd zu konfessionellen Streitigkeiten kam, erhielten sie 1689 das alleinige Nutzungsrecht, während man den Lutheranern die Martinskirche zusprach. So blieb es bis zum Abriss der Peterskirche, der umgebende Friedhof war jedoch gemischt konfessionell. 1689 und 1794 wurde das Gotteshaus von den Franzosen beraubt und verwüstet.